# Прокопьевский фарфоровый завод
Прокопьевский фарфоровый завод — первое крупное предприятие по выпуску художественного фарфора в Западной Сибири.

## История
Строительство фарфорового завода началось в 1969 году, а к весне 1972 года уже возводились основные здания — главный корпус и корпус массозаготовки. Первое изделие датировано 25 апреля 1973 года.
В 1992 году завод становится акционерным обществом открытого типа, а в 1996 году меняет форму собственности на ООО «Прокопьевский фарфоровый завод». С середины 1990-х годов завод испытывает финансовые трудности, падает объём произведенной продукции, и в 2006 году завод окончательно закрывается.
Коллекция изделий Прокопьевского фарфорового завода находится в Прокопьевском краеведческом музее 

## Клеймо
Изначально клеймом для фарфора должна была стать шахтёрская лампа, но позже оказалось, что такой символ уже зарегистрировал Дружковский фарфоровый завод. Художник Леонид Володькин придумал новое клеймо — изображение оленя с буквой «П» между рогов.